# Comuna Orle, Zagreb
Orle este o comună în cantonul Zagreb, Croația, având o populație de 1.975 de locuitori (2011).

## Demografie
Componența etnică a comunei Orle
     Croați (96,56%)
     Sârbi (1,27%)
     Necunoscut (0,2%)
     Neclasificat (1,32%)
Componența confesională a comunei Orle
     Catolici (93,16%)
     Musulmani (2,33%)
     Ortodocși (1,32%)
     Fără religie și atei (1,32%)
     Necunoscută (1,37%)
     Alte religii (0,51%)
Conform recensământului din 2011, comuna Orle avea 1.975 de locuitori. Din punct de vedere etnic, majoritatea locuitorilor (96,56%) erau croați, cu o minoritate de sârbi (1,27%). Apartenența etnică nu este cunoscută în cazul a 0,2% din locuitori. Din punct de vedere confesional, majoritatea locuitorilor (93,16%) erau catolici, existând și minorități de musulmani (2,33%), persoane fără religie și atei (1,32%) și ortodocși (1,32%). Pentru 1,37% din locuitori nu este cunoscută apartenența confesională.